# شیمولینو
شیمولینو (به لاتین: Shimolino) یک منطقهٔ مسکونی در روسیه است که در سرزمین آلتای واقع شده‌است.